# Кемка (деревня)
Кемка — деревня в Толмачёвском городском поселении Лужского района Ленинградской области.

## История
Деревня Кемка упоминается на карте Санкт-Петербургской губернии Ф. Ф. Шуберта 1834 года.

КЕМКА — деревня принадлежит генерал-майорше Бегичевой, число жителей по ревизии: 17 м. п., 23 ж. п. (1838 год)

КАМКА — деревня госпожи Дашковой, по просёлочной дороге, число дворов — 3, число душ — 16 м. п. (1856 год)

КЕМКА — деревня, число жителей по X-ой ревизии 1857 года: 22 м. п., 19 ж. п.

КЕМКА — деревня владельческая при реке Луге, число дворов — 6, число жителей: 24 м. п., 20 ж. п.; Часовня православная. (1862 год)

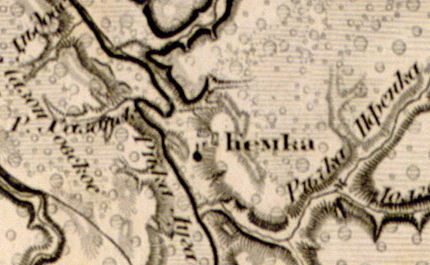
Деревня Кемка на карте 1863 года

Согласно подворной описи 1882 года:

КЕМКА — деревня Ситенского общества Красногорской волости

домов — 9, душевых наделов — 19, семей — 8, число жителей — 29 м. п., 28 ж. п.; разряд крестьян — собственники

Согласно материалам по статистике народного хозяйства Лужского уезда 1891 года, пустошь Пантелеево при селении Кемка площадью 73 десятины принадлежала поручику Н. Н. Козловскому, пустошь была приобретена в 1885 году за 320 рублей, вторая, безымянная пустошь, принадлежала наследникам купца Д. А. Скобкина.
В XIX — начале XX века деревня административно относилась к Красногорской волости 2-го земского участка 1-го стана Лужского уезда Санкт-Петербургской губернии.
По данным «Памятных книжек Санкт-Петербургской губернии» за 1900 и 1905 годы деревня Кемка входила в Ситенское сельское общество, 50 десятин земли в деревне принадлежали купцу Дмитрию Александровичу Скобкину.

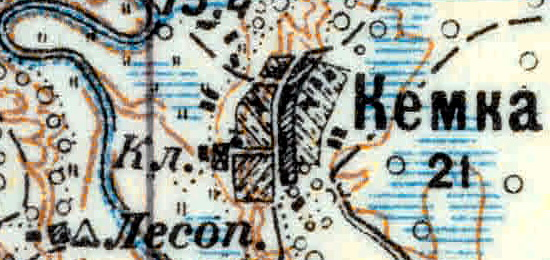
План деревни Кемка. 1926 год

Согласно топографической карте 1926 года деревня насчитывала 21 крестьянский двор, в центре деревни находилась часовня.
По данным 1933 года деревня Кемка входила в состав Толмачёвского сельсовета Лужского района.
Деревня была освобождена от немецко-фашистских оккупантов 9 февраля 1944 года.
По данным 1966, 1973 и 1990 годов деревня Кемка также входила в состав Толмачёвского сельсовета.
В 1997 и 2002 годах в деревне Кемка Толмачёвской волости постоянного населения не было.
В 2007 году в деревне Кемка Толмачёвского ГП, также не было постоянного населения.

## География
Деревня расположена в северной части района на автодороге Кемка — Толмачёво, к востоку от автодороги 41А-186 (Толмачёво — автодорога «Нарва»).
Расстояние до административного центра поселения — 15 км.
Ближайшая железнодорожная станция — Толмачёво.
Деревня находится на правом берегу реки Луга, между устьями рек Ифенка и Кемка.

## Демография
| 1838 | 1862 | 1997 | 2007 | 2010 | 2017 |
| ---- | ---- | ---- | ---- | ---- | ---- |
| 40   | ↗44  | ↘0   | →0   | →0   | →0   |

## Улицы
Полевая.